# Pascal Yoadimnadji
Pascal Yoadimnadji (8 de abril de 1950 en Béboto, región de Logone Oriental (Chad) - París, Francia; 23 de febrero de 2007) fue primer ministro de Chad desde 2005 hasta su fallecimiento, en 2007.

## Carrera
Pascal Yoadimnadji fue designado primer ministro por el presidente Idriss Déby el 4 de febrero de 2005 tras la renuncia de Moussa Faki. Previamente, Yoadimnadji había sido ministro de agricultura desde julio de 2004. También llegó a fungir como director del comité electoral durante la elección presidencial de 1996, y como presidente del Consejo Constitucional de Chad. Nació en el sur de Chad, y fue miembro del grupo étnico Gor, el cual es uno de los grupos con menor presencia política en el país. También fue abogado.
El 21 de febrero de 2007, Yoadimnadji sufrió un accidente cardiovascular. y cayó en coma. Fue trasladado a Francia para hacerle tratamiento médico. Muere de hemorragia cerebral el 23 de febrero en un hospital en París. Déby declaró 4 días de luto nacional tras su fallecimiento.